# Monomorium forcipatum
Monomorium forcipatum är en myrart som beskrevs av Carlo Emery 1914. Monomorium forcipatum ingår i släktet Monomorium och familjen myror. Inga underarter finns listade i Catalogue of Life.